# Bendamustin
Bendamustín je  učinkovina iz skupine alkilirajočih citostatikov, ki se uporablja pri zdravljenju kronične limfocitne levkemije (KLL), multiplega mieloma in ne-Hodgkinovih limfomov. Uporablja se intravensko.
Med pogostimi neželenimi učinki, ki jih povzroča bendamustin, so citopenija (znižanje števila krvničk), vročina, slabost, driska, izguba teka, kašelj in izpuščaj. Med hude neželene učinke spadata preobčutljivostna reakcija in povečano tveganje za pojav okužb. Uporaba med nosečnostjo dokazano škodi plodu. Kot alkilirajoči citostatik deluje tako, da vpliva na delovanje DNK.
Bendamustin so v ZDA odobrili za klinično uporabo leta 2008. Uvrščen je na seznam osnovnih zdravil Svetovne zdravstvene organizacije, torej med najpomembnejša učinkovita in varna zdravila, potrebna za normalno zagotavljanje zdravstvene oskrbe.

## Mehanizem delovanja
Bendamustin izkazuje antineoplastično (delovanje proti novotvorbam) in citocidno delovanje (ubija celice), kar je posledica medsebojnega povezovanja enojnih in dvojnih verig DNK z alkilacijo. Posledično je okvarjena funkcija matriksa DNK ter sinteza in reparacija DNK.